# Vincent Systems
Einspruch
Ich spreche mich gegen den Schnelllöschantrag aus, da die Vincent Systems GmbH nachweislich die Relevanzkriterien für Unternehmen (WP:RK#U) erfüllt. Das Unternehmen hat mehrfach überregionale Auszeichnungen erhalten und gilt in der Fachpresse als technologischer Vorreiter in der Prothetik.
- Vincent Systems wurde 2016 mit dem Innovationspreis des Landes Baden-Württemberg (Dr.-Rudolf-Eberle-Preis) ausgezeichnet. Dies ist die höchste Innovationsauszeichnung des Landes und wird vom Wirtschaftsministerium Baden-Württemberg vergeben.[1]

- 2017 war Vincent Systems mit dem Projekt „Helfende Hände“ für den Deutschen Zukunftspreis des Bundespräsidenten nominiert. Damit zählt das Unternehmen nachweislich zu den Spitzeninnovatoren im Bereich Medizintechnik.[2]

- Beim Innovationspreis The Spark – Deutscher Digitalpreis 2018 von Handelsblatt und Wirtschaftswoche belegte Vincent Systems den 2. Platz in der Kategorie Robotik.[3]

- Für seine internationalen Exporterfolge erhielt Vincent Systems 2021 den renommierten Außenwirtschaftspreis „GLOBAL 2021“ der TechnologieRegion Karlsruhe.[4][5]

- Neben den Auszeichnungen existiert umfangreiche unabhängige Fachberichterstattung:  
  - REHACARE.com beschreibt Vincent Systems als Vorreiter bei Prothesen mit künstlichem Tastsinn.[6]
  - Die Hannover Messe berichtet über die besondere Rolle des Unternehmens im Bereich Robotik und Prothetik.[7]
  - 360-OT hebt die marktführende Rolle bei Kinderprothesen hervor.[8]
  - Zudem ist Vincent Systems regelmäßig auf der Weltleitmesse OTWorld vertreten.[9]

Die Kriterien nach WP:RK#U (überregionale Auszeichnungen, Innovationspreise, internationale Marktpräsenz, unabhängige Fachberichterstattung) sind damit nachweislich erfüllt. --(nicht signierter Beitrag von LarsJaeger (Diskussion | Beiträge) )
Vincent Systems GmbH ist ein deutsches Medizintechnik-Unternehmen mit Sitz in Karlsruhe, das auf die Entwicklung und Produktion myoelektrischer Armprothesen spezialisiert ist. Es wurde im Jahr 2009 vom Ingenieur Dr. Stefan Schulz gegründet. Vincent Systems entwickelt insbesondere bionische Hand- und Fingerprothesen. Für seine innovativen Entwicklungen im Bereich multiartikulierender Handprothetik wurde das Unternehmen mehrfach ausgezeichnet, unter anderem mit dem Innovationspreis des Landes Baden-Württemberg 2016 und einer Nominierung für den Deutschen Zukunftspreis 2017. Das Unternehmen brachte 2010 die weltweit erste voll bewegliche bionische Handprothese mit einzeln ansteuerbaren Fingern auf den Markt. Zudem wurden erstmals serienmäßig Funktionen wie ein künstlicher Tastsinn (vibrotaktile Rückmeldung) und speziell für Kinder geeignete Prothesenhände realisiert. Vincent Systems beliefert orthopädietechnische Fachwerkstätten und Kliniken weltweit, und seine Produkte finden international Verwendung.

## Gründung und Geschichte
Der Firmengründer Dr. Stefan Schulz war mehr als 15 Jahre in der Prothetik- und Robotikforschung am Karlsruher Institut für Technologie (KIT) tätig und leitete dort unter anderem das BioRobotik-Labor. 

Moderne, multiartikulierende myoelektrische Handprothese (VINCENTevolution4) von Vincent Systems

 Im Rahmen der dortigen Forschungsprojekte („Fluidhand“) wurden neuartige multiartikulierende Prothesenhände entwickelt, die als Grundlage für seine spätere Firmengründung dienten.  Auf dieser Basis gründete Schulz im Mai 2009 in Karlsruhe die Vincent Systems GmbH. Finanziert wurde der Start unter anderem mit dem Preisgeld eines BMW-Forschungspreises, privaten Mitteln und einem Kredit der Sparkasse.
Bereits ein Jahr nach der Gründung präsentierte das Unternehmen 2010 auf der Fachmesse OTWorld in Leipzig seine erste eigene Handprothese. Das Modell, später unter dem Namen VINCENTevolution eingeführt, war die weltweit erste kommerziell verfügbare Handprothese mit sechs Einzelantrieben – fünf für die Finger und einem für den Daumen – und galt gleichzeitig als die kleinste und leichteste ihrer Art. Die ersten Modelle wurden noch im selben Jahr an Patienten ausgeliefert.

In den folgenden Jahren brachte Vincent Systems mehrere Weiterentwicklungen auf den Markt. 2013 erschien die VINCENTevolution 2, die erstmals eine vibrotaktile Kraftrückkopplung („künstlicher Tastsinn“) einführte und über zwei myoelektrische Sensoren mehr als ein Dutzend Griffarten ansteuern konnte. 2014 folgte mit VINCENT Young die weltweit erste multiartikulierende Handprothese für Kinder ab etwa acht Jahren. Technik und Funktionsumfang entsprachen dem Erwachsenenmodell, jedoch war die Kinderhand deutlich kleiner und leichter. Parallel dazu entwickelte das Unternehmen mit VINCENT Partial ein modulares Teilhand-System, bei dem einzelne motorisierte Finger oder Daumen kombiniert werden können, um individuelle Teilhandprothesen zu realisieren. 

Detailansicht der VINCENTevolution4 mit sichtbarer Fingermechanik

Das Unternehmen wuchs stetig: 2015 beschäftigte Vincent Systems sechs, 2016 rund ein Dutzend Mitarbeiter. 2017 wurde das Entwicklerteam mit dem Projekt „Helfende Hände – maßgeschneiderte High-Tech-Prothesen“ für den Deutschen Zukunftspreis nominiert. Im selben Jahr belegte Vincent Systems den zweiten Platz beim Deutschen Digitalpreis „The Spark“ (Kategorie Robotik).
Für seine Exporterfolge wurde das Unternehmen 2021 mit dem Außenwirtschaftspreis „Global 2021“ der TechnologieRegion Karlsruhe ausgezeichnet. In den 2020er-Jahren begann Vincent Systems, sein Portfolio über Prothesen hinaus zu erweitern. 2023 stellte das Unternehmen erstmals das myoelektrisch gesteuerte Arm-Exoskelett neo1 vor, das unter der Kleidung tragbar ist und querschnittgelähmten Patienten zusätzliche Bewegungsmöglichkeiten bietet.

## Produkte
Vincent Systems entwickelt myoelektrische Prothesen für die obere Extremität. Kerngeschäft sind multiartikulierende Handprothesen mit eigenständigen Motoren. Unternehmensgründer Stefan Schulz erläutert, dass jede Hand insgesamt sechs kompakte DC‑Motoren enthält, wobei jeder Finger aktiv angetrieben wird und der Daumen mit zwei Motoren bewegt wird; trotz der Technik wiegt die Hand etwa so viel wie eine natürliche Hand, und kurze Vibrationsimpulse geben Feedback zur eingesetzten Greifkraft. 

Kompakte, voll funktionsfähige Kinder-Handprothese VINCENT Young 3+.

 Über Muskelkontraktionen lassen sich zwölf vordefinierte Griffmuster auswählen. Die aktuelle Erwachsenenbaureihe „VINCENT Evolution 5“ ist nach IP68 wasserdicht, verfügt über einen schweren Aluminiumrahmen (optional Titan), elastische Grundgelenke und federnd gelagerte Fingerelemente. Sie bietet vier Handgelenksvarianten vom transkarpalen Anschluss bis zum „quicksnap“ mit Beugegelenk, Silikonüberzüge für bessere Hygiene und Haptik, präzise Gestensteuerung für die Grifffolge, eine kräftige Spitzengreifkraft, sowie Anzeigen für Steuerungssignale und Batteriestatus; zusätzlich gibt es ein Kraft‑Feedback, fünf Größen und zahlreiche Farbkombinationen. 

Multiartikulierende Handprothese VINCENT Evolution 5 mit bis zu 16 Griffmustern und annähernd natürlicher Größe und Gewicht.

Für Kinder und Jugendliche bietet das Unternehmen die bionische Hand „VINCENT young 3+“ an. Sie ist für Kinder ab etwa acht Jahren geeignet, wiegt nur rund 350 g und ist nach IP67 spritzwassergeschützt. Drei der vier Motoren bewegen die langen Finger einzeln; Ring‑ und Kleinfinger sind gekoppelt, und eine Feder in den Mittelgelenken unterstützt adaptive Greifbewegungen. Der vierte Motor bewegt den Daumen unabhängig, dessen Basis passiv um 90 ° schwenkbar ist. Über myoelektrische Signale können dreizehn verschiedene Griffarten gewählt werden; eine Trainings‑App erleichtert das Erlernen der Steuerung. Die Kinderhand ist in vier Farben und mit vier Handgelenksvarianten erhältlich; viele Anwender verzichten bewusst auf einen kosmetischen Handschuh, weil sie den High‑Tech‑Look bevorzugen. 

VR-basiertes Trainingssystem VINCENT VR zum Erlernen und Optimieren der Steuerung myoelektrischer Handprothesen in virtueller Realität.

Das VINCENTpartial‑System richtet sich an Personen, die Teile der Hand verloren haben. Es besteht aus motorisierten Finger‑ und Daumenmodulen; Sensoren und Steuerungseinheiten sind miniaturisiert und befinden sich zusammen mit formbaren Batteriezellen auf dem Handrücken. Ein Stahlrahmen verbindet die Module mit dem Prothesenschaft und bestimmt Breite, Position und Ausrichtung der Finger. Die Steuerung erfolgt über EMG‑Sensoren oder taktile Kraftsensoren; die Akkus lassen sich über einen USB‑C‑Anschluss laden und auch unterwegs mit einer Powerbank speisen. Unterschiedliche Griffe werden durch zeitlich abgestimmte Öffnungs‑ und Schließimpulse erreicht; bei weniger angetriebenen Fingern verringert sich die Zahl der Griffmuster entsprechend. Finger und Daumen bestehen aus hochfesten Aluminium‑ bzw. Titanlegierungen, sind gummiert und verfügen über eine Touchscreen‑taugliche Zeigefingerspitze; alle Gelenke sind abgedeckt, um Einklemmen zu verhindern. Silikonkomponenten sind in acht Farben mit verschiedenen Metalltönen kombinierbar; das System ist nach IP68 wasserdicht und kann optional per Einzelfingersteuerung bis zu fünf Finger separat bedienen.
Als Ergänzung zu den Handprothesen bietet Vincent Systems weitere Komponenten an. Das Handgelenksystem „VINCENTwrist“ umfasst den Standard‑„quicksnap“ zum schnellen An‑ und Absetzen, einen kurzen transkarpalen Adapter sowie eine flexionsfähige Version; die Gelenke lassen sich geräuschlos rotieren, der Widerstand ist einstellbar, und das Flexionsgelenk bietet eine Bewegungsrange von –36° bis +36°. Dank einer Materialmischung sind alle Varianten leicht, robust und korrosionsbeständig. Das Akkusystem „VINCENTpower flex USB‑C“ ermöglicht als erstes seiner Art das Laden der Handprothese über eine USB‑C‑Buchse; damit kann dasselbe Netzteil wie für Smartphones oder Tablets genutzt werden, und auch Powerbanks, Solarmodule oder induktive Ladegeräte sind kompatibel. Die nur vier Millimeter hohen LiPo‑Zellen lassen sich plastisch verformen, werden exklusiv für Vincent Systems produziert und sind mit den meisten Handprothesen kompatibel. Die Software „VINCENTmobile“ läuft auf einem mitgelieferten Tablet und ermöglicht individuelle Einstellungen sowie das Training der Griffmuster.
Darüber hinaus entwickelt das Unternehmen orthopädische Hilfsmittel und Trainingssysteme. Das 2023 vorgestellte neo1‑Exoskelett gilt als erstes unter der Kleidung tragbares myoelektrisches Exoskelett für die obere Extremität. Es richtet sich vor allem an Patienten mit durch Schlaganfall oder Plexusverletzungen bedingter Lähmung und nutzt Sensoren zur Erkennung der Muskelsignale, die von Mikromotoren in Ellenbogen und Hand umgesetzt werden; dadurch werden Bewegungsabsichten intuitiv unterstützt. Das leichte, ergonomische System kann unauffällig unter der Kleidung getragen werden, wird individuell angepasst und bietet verschiedene Unterstützungsstufen zur Förderung der Muskelaktivität; außerdem soll es langfristig Phantomschmerzen reduzieren und Überlastungssymptomen vorbeugen. Für das Training und die Rehabilitation nutzt Vincent Systems das VR‑basierte System „VINCENT VR“: Es ermöglicht Anwendern, in einer virtuellen Umgebung den Umgang mit Prothesen und Exoskeletten zu üben, alltägliche Aufgaben zu simulieren und Spiegeltherapie zur Behandlung von Phantomschmerzen durchzuführen, um die neuralen Netzwerke neu zu verschalten und natürlichere Bewegungsabläufe zu fördern.

## Technologie und Forschung
Die Handprothesen von Vincent Systems sind myoelektrisch gesteuerte Multi-Artikulations-Handprothesen, bei denen jeder Finger einzeln und präzise über Sensoren an den noch vorhandenen Muskeln des Unterarms kontrolliert wird. Ein zentrales Merkmal ist die assistenzfreie Steuerung: Zehn verschiedene Griffmuster – etwa Faustschluss, Pinzetten- oder Schlüsselgriff – können allein durch bestimmte Muskelimpulsfolgen intuitiv aktiviert werden, ohne dass externe Geräte wie Smartphones oder Schalter erforderlich sind. Damit reagieren die Prothesen sehr schnell auf die Steuerimpulse und ermöglichen einen flüssigen Einsatz im Alltag.

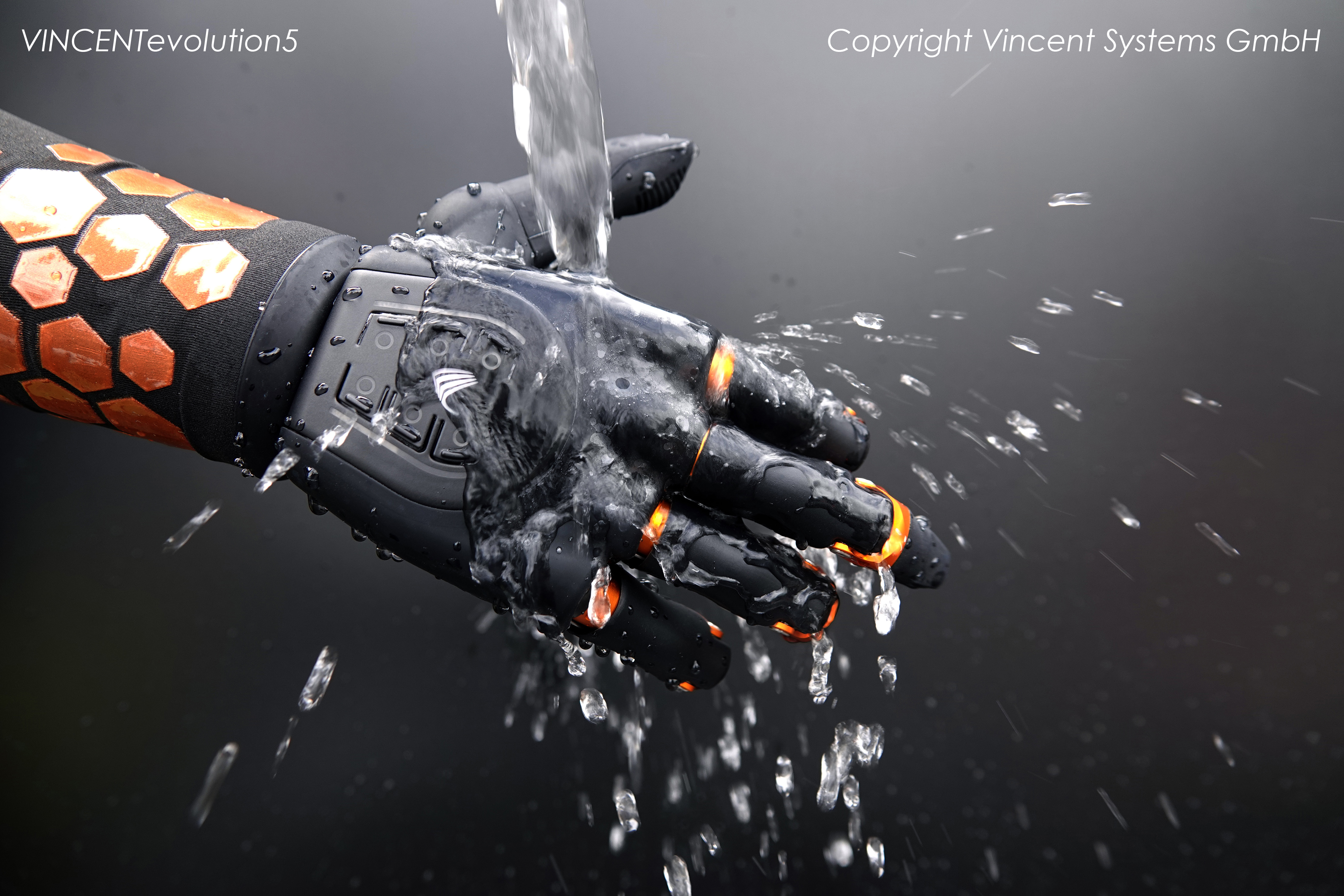
VINCENTevolution5-Handprothese mit wasserresistenter Konstruktion. Jeder Finger einzeln ansteuerbar, gummierte Oberfläche für sicheren Griff bei Nässe.

Eine weitere Besonderheit ist das vibrotaktile Feedback, bei dem Sensoren die ausgeübte Griffkraft messen und über feine Vibrationen am Prothesenschaft rückmelden. Auf diese Weise können Objekte sicher gehalten werden, ohne sie zu zerquetschen, und dies sogar ohne direkte Sichtkontrolle. Dieses Feedback unterstützt nicht nur ein sensibleres Zugreifen, sondern kann auch zur Linderung von Phantomschmerzen beitragen. Ergänzt wird das System durch ein spezielles Sicherheitsmerkmal: Ein eigens entwickeltes Getriebe ermöglicht es, die Faust auch bei einem Stromausfall wieder zu öffnen – im Unterschied zu vielen anderen Systemen, bei denen die Finger verriegelt blieben.
Die Prothesen bestehen aus hoch belastbaren Leichtmetall-Legierungen wie Aluminium-Magnesium und werden durch softwaregestützte Formoptimierung so konstruiert, dass sie trotz ihrer geringen Masse eine hohe Stabilität aufweisen. Dies macht sie leichter und funktionaler als viele ältere Modelle und ist insbesondere für Kinder und Jugendliche von Vorteil. Auch beim Design geht Vincent Systems einen eigenen Weg: Anstelle einer hautfarbenen Silikonverkleidung setzen die Produkte auf eine bewusst sichtbare High-Tech-Optik, die sowohl eine moderne Ästhetik als auch eine funktionale Haptik vermittelt.
Im Bereich der Forschung war das Unternehmen als Koordinator des BMBF-Verbundprojekts „BionikHand“ (2012–2015) tätig. Ziel des Projekts war die Entwicklung eines PC-basierten Trainings- und Assistenzsystems für komplexe Prothesensteuerungen, in dem neben neuen Biosignal-Sensoren auch ein herstellerübergreifender „Open-Bus“-Standard erprobt wurde. Nach Angaben von Gründer Stefan Schulz steckt in den Produkten „Wissen und Erfahrung aus über 24 Jahren High-Tech-Forschung“. Zahlreiche der dabei entwickelten technischen Konzepte sind durch Patente in Deutschland, Europa und den USA geschützt.

## Markt und Stellung
Vincent Systems GmbH, mit Sitz in Karlsruhe, entwickelt hochentwickelte, mehrgelenkige Handprothesen und zählt zu den wenigen internationalen Anbietern in diesem spezialisierten Nischenmarkt. Bereits im Jahr 2015 betonte das Unternehmen, dass es weltweit „nur fünf Hersteller, die mit ähnlichen Produkten auf dem Markt seien“ gebe – darunter deutlich größere Unternehmen. Vincent Systems setze jedoch bewusst auf Qualität statt auf Massenproduktion.
Dank der eher geringen Unternehmensgröße kann Vincent Systems schnell auf Kundenfeedback reagieren und neue Produktverbesserungen zeitnah umsetzen.
Ein weiterer Meilenstein war die Nominierung für den Deutschen Zukunftspreis 2017: Vincent Systems war mit dem Projekt „Helfende Hände – maßgeschneiderte Hightech-Prothesen“ vertreten und gehörte zu den drei Finalisten.
Die Exportorientierung trägt maßgeblich zum Erfolg von Vincent Systems bei. Dafür erhielt das Unternehmen den Außenwirtschaftspreis **Global 2021** der IHK Karlsruhe und TechnologieRegion Karlsruhe – eine Auszeichnung für besonders innovative Produkte und starke internationale Nachfrage.
Damit hat sich Vincent Systems sowohl auf dem deutschen Markt als auch international als namhafter Spezialanbieter etabliert.

## Auszeichnungen (Auswahl)
- CyberChampions Award 2013 (init Innovationspreis): 1. Platz für die innovativen Produkte von Vincent Systems.[69]
- Designpreis der Bundesrepublik Deutschland 2014 (Kategorie Produktdesign): Silbermedaille für die Prothesenhand VINCENT Evolution 2.[70]
- Innovationspreis des Landes Baden-Württemberg 2016 (Dr.-Rudolf-Eberle-Preis): 1. Preis für die leichte Handprothese mit einzeln beweglichen Fingern.[71]
- Deutscher Zukunftspreis 2017: Nominierung (Finalist) für das Projekt „Helfende Hände – maßgeschneiderte High-Tech-Prothesen“.[72]
- The Spark – Deutscher Digitalpreis 2018: 2. Platz für Vincent Systems im Bereich Robotics – innovative Robotik-Startups.[73]
- Außenwirtschaftspreis „Global 2021“: Preis der TechnologieRegion Karlsruhe/IHK für international erfolgreiche kleine und mittlere Unternehmen.[74]